# Buka (Stadt)

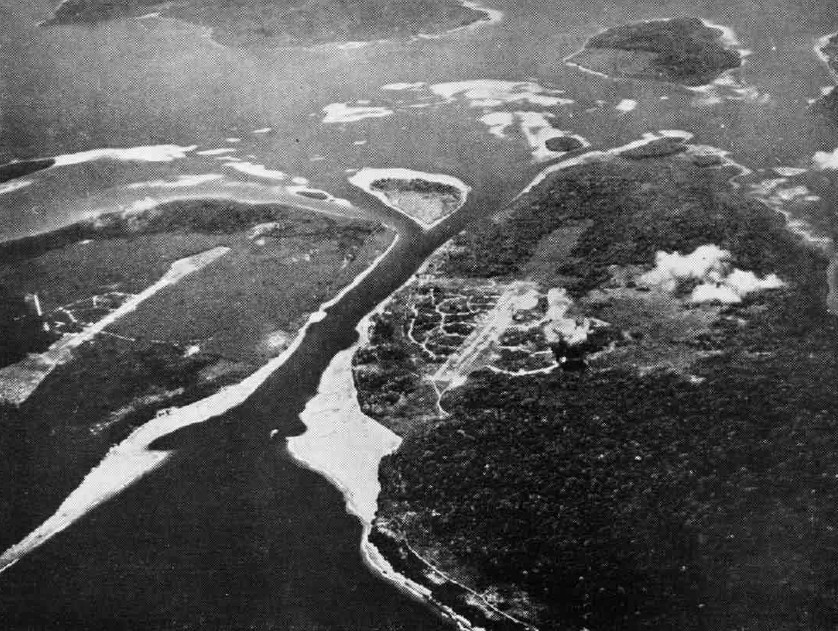
Bougainville (links) und Buka (rechts) (1944)

Buka, offiziell englisch Buka Town, ist die einzige Stadt der papua-neuguineischen autonomen Region Bougainville. Sie ist gleichzeitig Verwaltungssitz der Region und würde im Falle der Unabhängigkeit basierend auf einem Referendum 2019 die Hauptstadt werden.
Die Stadt liegt auf der Insel Buka im Distrikt Buka, Wahlkreis Tsitalto an der gleichnamigen Meerenge.
Buka verfügt mit dem Flughafen Buka über einen Flughafen, der vor allem im Zweiten Weltkrieg genutzt wurde.